# Laha (kadai jezik)
Laha jezik (khlá, khlá don, khlá dung, khlá phlao, klá dong, la ha, la ha ung, liik, xá chien, xá khao, xá lay; ISO 639-3: lha), jezik porodice tai-kadai, uže skupine kadai, podskupine yang-biao, kojim govori 5 690 ljudi (1999 popis) u vijetnamskim provincijama Lao Cai i Son La. Najsličniji je jeziku qabiao [laq].
Pripadnici etničke grupe Laha žive među narodima Thái i Kháng, a osobe mlađe od pedeset godina govore tajskim jezikom.
Ne smije se brkati s istoimenim indonezijskim jezikom laha [lhh] koji se govori u selu Laha na otoku Ambon u Molucima.

## Vanjske poveznice
- Ethnologue (14th)
- Ethnologue (15h)
- [The Laha Language]